# ノア・シュナップ
ノア・シュナップ（Noah Schnapp、2004年10月3日 -）は、アメリカの俳優。ユダヤ人。Netflixのフィクションドラマ『ストレンジャー・シングス 未知の世界』に出演。また声優としても活動しており、スヌーピーの映画でチャーリーブラウンの声を演じる。また、2015年スティーヴン・スピルバーグの「ブリッジ・オブ・スパイ」に出演。また2017年10月にストレンジャー・シングスのシーズン2が公開された。
プライベートでは兄妹に双子のクロエ・シュナップがいる。
フランス語やピアノのレッスンを受けていたりもして、勉強家な一面も見せている。
ストレンジャー・シングスで共演したミリー・ボビー・ブラウンとは非常に仲が良く、彼女との撮影した動画をTikTokやYouTubeに投稿しており、ファンからは交際を噂されたこともあったが、ミリー自身が「私たちは本当に大親友よ！共演者の中で一番仲が良いと思う」と否定した。
東京コミコン2020にはミリーと共にセレブエリアのサイン会参加予定。
ちなみに、名前については日本で稀にノアー・シュナップと表記されることもある。

## フィルモグラフィ
- ブリッジ・オブ・スパイ(2015年) ロジャー役
- I LOVE スヌーピー THE PEANUTS MOVIE(2015年) チャーリー・ブラウン役
- ストレンジャー・シングス 未知の世界(2016年～) ウィル・バイヤーズ役
- エイブのキッチンストーリー(2020年) エイブ役
- アーニャは、きっと来る(2020年) 主演・ジョー役
- ヒュービーのハロウィーン(2020年) トミー役